# 伊塔雅
伊塔雅是巴西戈亚斯州的一个市镇。总面积2091.394平方公里，总人口5926人，人口密度2.8人/平方公里。